# Palotina (kommun)
Palotina är en kommun i Brasilien.   Den ligger i delstaten Paraná, i den södra delen av landet, 1 100 km sydväst om huvudstaden Brasília. Antalet invånare är 28 692.
Följande samhällen finns i Palotina:
- Palotina

Trakten runt Palotina består till största delen av jordbruksmark. Runt Palotina är det ganska glesbefolkat, med 43 invånare per kvadratkilometer.